# 南方医科大学第三附属医院

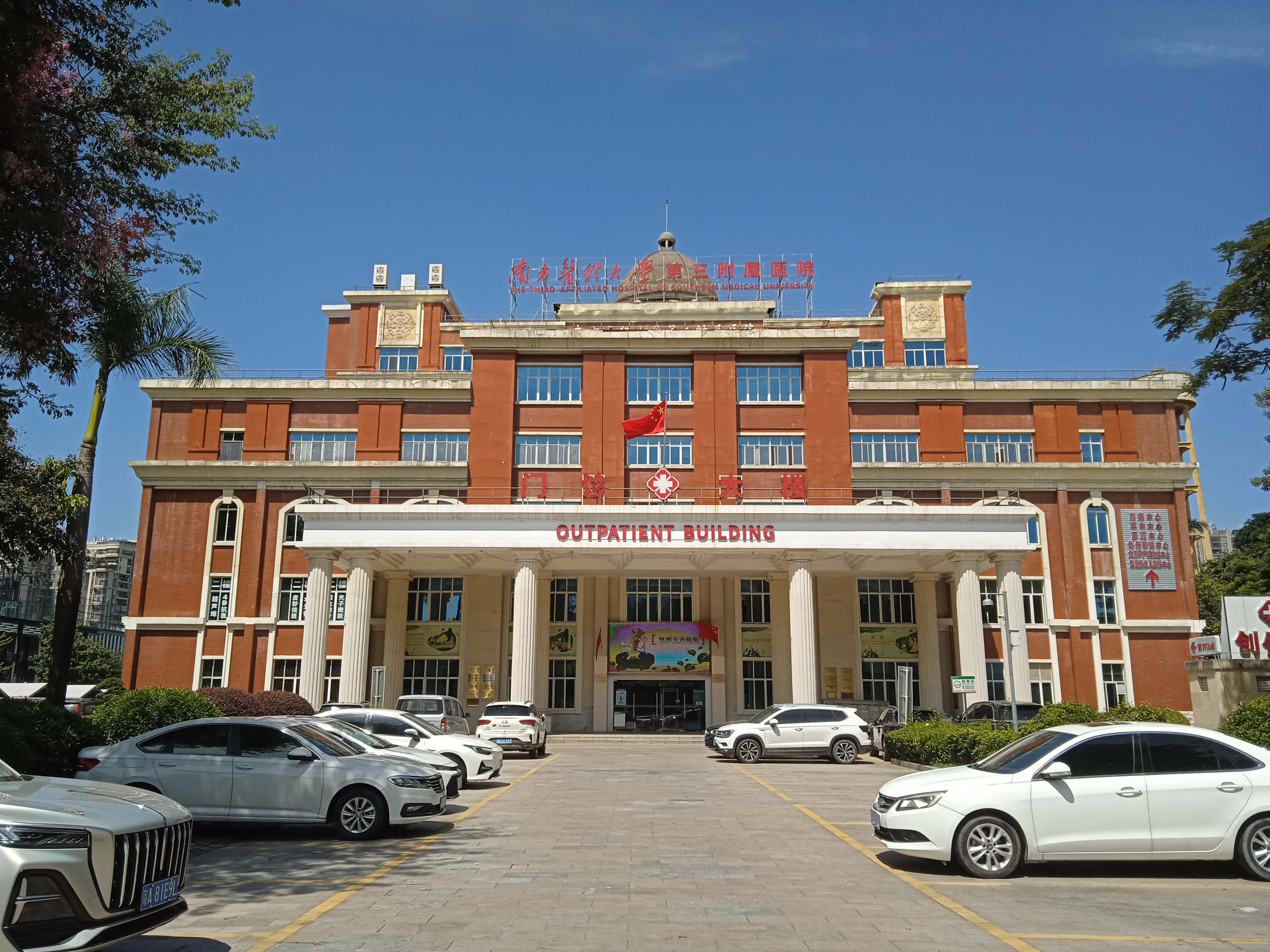
南方医科大学第三附属医院

南方医科大学第三附属医院（广东省骨科研究院、广东省骨科医院）是一座三级甲等综合医院，位于中华人民共和国广东省广州市天河区棠下街道中山大道西183号，编制床位1400张。本院还是2015年第36届SICOT世界骨科学术大会的协办单位。

## 历史
1953年，广州邮电医院正式成立（隶属广东省电信实业集团公司）。2004年，根据国经贸企改267号文和广东省电信实业集团公司上市计划，广州邮电医院与电信公司分离，同时进行医院改制。2007年4月23日，广州邮电医院整建制移交南方医科大学，并更名为“南方医科大学华瑞医院”，2008年改为现名。2010年10月29日，南方医科大学第三附属医院新门诊大楼启用，并于2014年12月30日被评为“三级甲等综合医院”，2016年6月8日加挂“广东省骨科医院”的牌子，2024年8月26日通过三级甲等综合医院的复审。

### 骨科大楼（新住院大楼）
- 2013年10月31日，南方医科大学第三附属医院新住院大楼选址方案通过专家评审[12]。
- 2014年6月24日，南方医科大学第三附属医院新住院大楼项目环境影响报告书开始公示[13]。
- 2018年3月，南方医科大学第三附属医院新住院大楼正式开工[14]。
- 2019年1月，南方医科大学第三附属医院新住院大楼基坑支护工程完成[14]。
- 2019年8月，南方医科大学第三附属医院新住院大楼地下室工程完成[14]。
- 2020年1月13日，南方医科大学第三附属医院新住院大楼实现主体结构封顶[14]。
- 2021年9月29日，南方医科大学第三附属医院新住院大楼（骨科大楼）正式开业（同一天，国际矫形与创伤外科学会中国部也落户于此）[15][16]。

### 长兴院区
- 2022年8月22日，南方医科大学第三附属医院长兴院区一期工程（广东省骨科研究院科技大楼）正式开业[17][18]。
- 2023年5月10日，南方医科大学第三附属医院长兴院区二期工程正式开工[19][20]。